# Ivan Hladík
Ivan Hladík (sinh ngày 30 tháng 1 năm 1993) là một cầu thủ bóng đá Slovakia thi đấu cho Sūduva ở vị trí trung vệ.

## Senica
Hladík ra mắt tại Giải bóng đá hạng nhất Slovakia ngày 23 tháng 7 năm 2011, thay cho Jan Kalabiška ở phút thứ 43 trong thất bại 2-3 sân khách trước Slovan Bratislava.